# GR 221

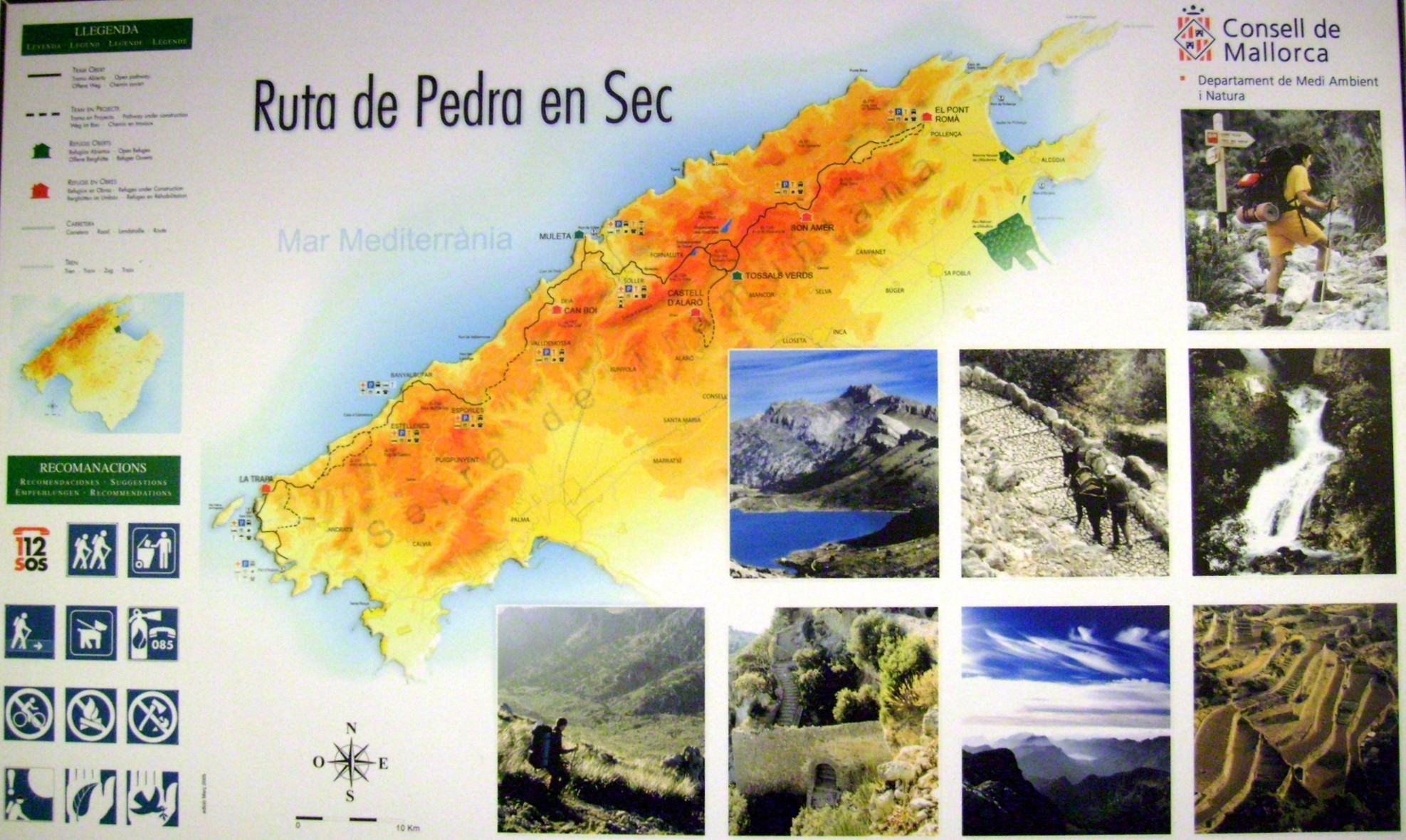
'Ruta de Pedra en Sec' längs der Serra de Tramuntana

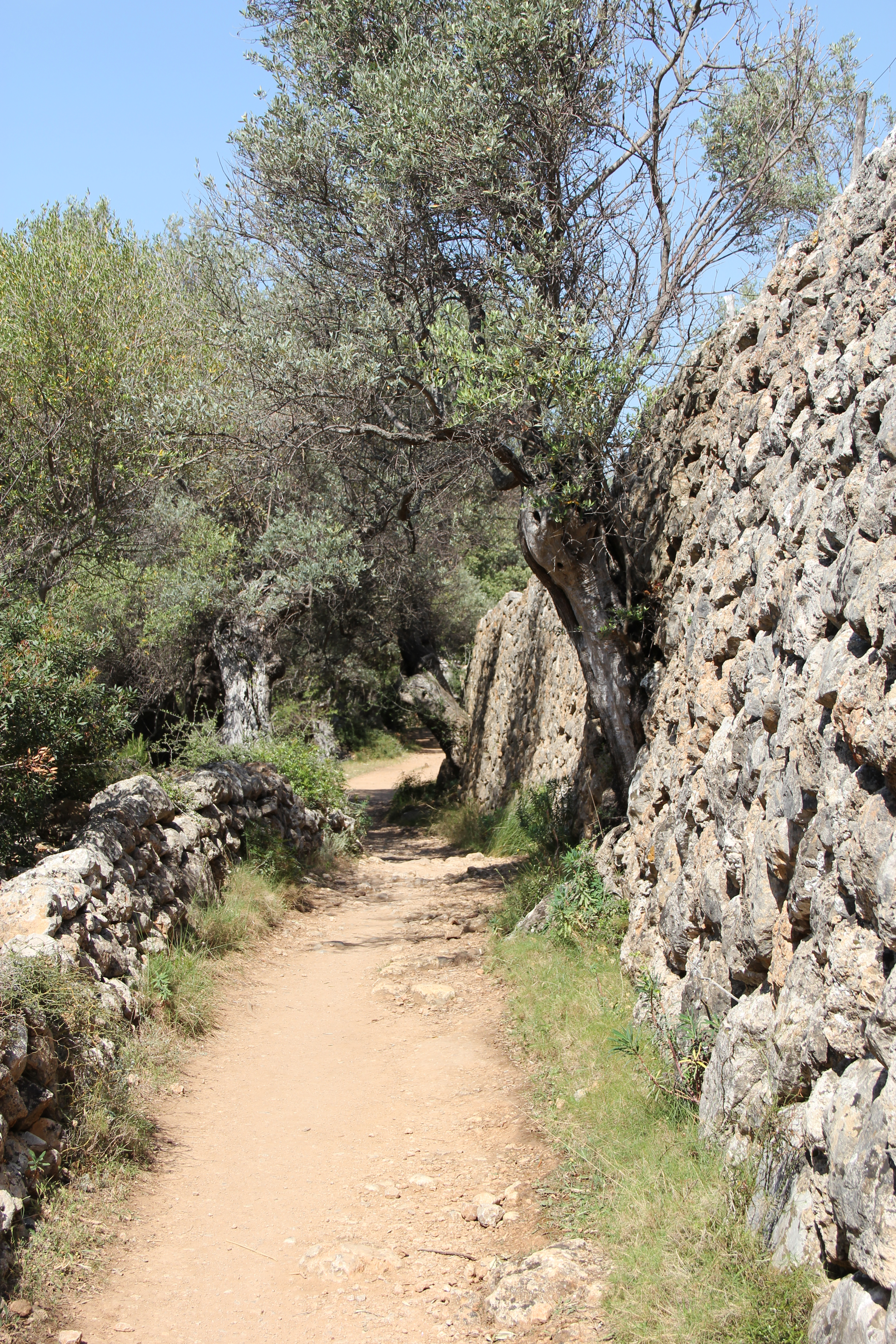
Trockensteinmauer bei Deià

Der GR 221 (katalanisch: Gran Recorregut 221, span.: Gran Recorrido 221) ist ein GR-Fernwanderweg () auf der spanischen Baleareninsel Mallorca. In der regionalen Amtssprache Katalanisch heißt er Ruta de Pedra en Sec („Route der Trockenstein[mauern]“), die spanisch/kastilische Bezeichnung für den Weg lautet Ruta de Piedra en Seco.
Der Weg quert der Länge nach die Serra de Tramuntana (UNESCO-Welterbe). Wegen der facettenreichen Natur- und Kulturlandschaft des Mittelgebirges und nicht zuletzt der überschaubaren Länge von acht bis maximal zehn Tagesetappen gilt die Trockensteinroute als einer der schönsten und beliebtesten Weitwanderwege Europas. Vom GEO-Magazin wird die Strecke mit „Wandern in der Königsklasse“ umschrieben.

## Landschaft und Naturraum
Der GR 221 führt durch die Serra de Tramuntana, einen etwa 90 Kilometer langen Gebirgszug, der sich vom Südwesten Mallorcas bis in den äußersten Nordosten erstreckt. Das Mittelgebirge wurde 2011 in die Liste der UNESCO-Welterben aufgenommen. Das mitunter zerklüftete Kalkgebirge fällt an der Nordseite stellenweise steil zum Meer ab und wird von Tälern und Schluchten durchzogen, imposant ist die Wegführung durch den Barranc de Biniaraix. Höchster Passübergang ist am Fuß des Puig de Massanella der Coll des Prat mit 1207 m Höhe. Stauseen wie Cúber und Gorg Blau setzen in der teils alpinen Berglandschaft Akzente.
Der ganzjährig begehbare Fernwanderweg durchläuft verschiedene Vegetationszonen, angefangen von Garrigue und Macchie bis hin zu ausgedehnten Wäldern. Nahe der Küste wird die Landschaft von Aleppokiefernwäldern bestimmt, die in höheren Lagen durch teils dichte Steineichenwälder abgelöst werden, in denen Kalkbrenner, Köhler und Schneesammler in Form von Kalköfen, Köhlerplätzen und Schneehäusern ihre Spuren hinterließen. Ein Charakterbaum am Wegrand ist die 500-jährige Steineiche Alzina d’en Pere bei Binifaldó. Weit verbreitet ist die Zwergpalme (Chamaerops humilis), in Gesellschaft mit Steineichen findet sich der Westliche Erdbeerbaum (Arbutus unedo). Ein Teil der Strecke führt durch von Oliven-, Mandel- und Johannisbrothainen geprägtes Kulturland, im Tal von Sóller kommt man durch ausgedehnte Gärten mit Zitruspflanzen.

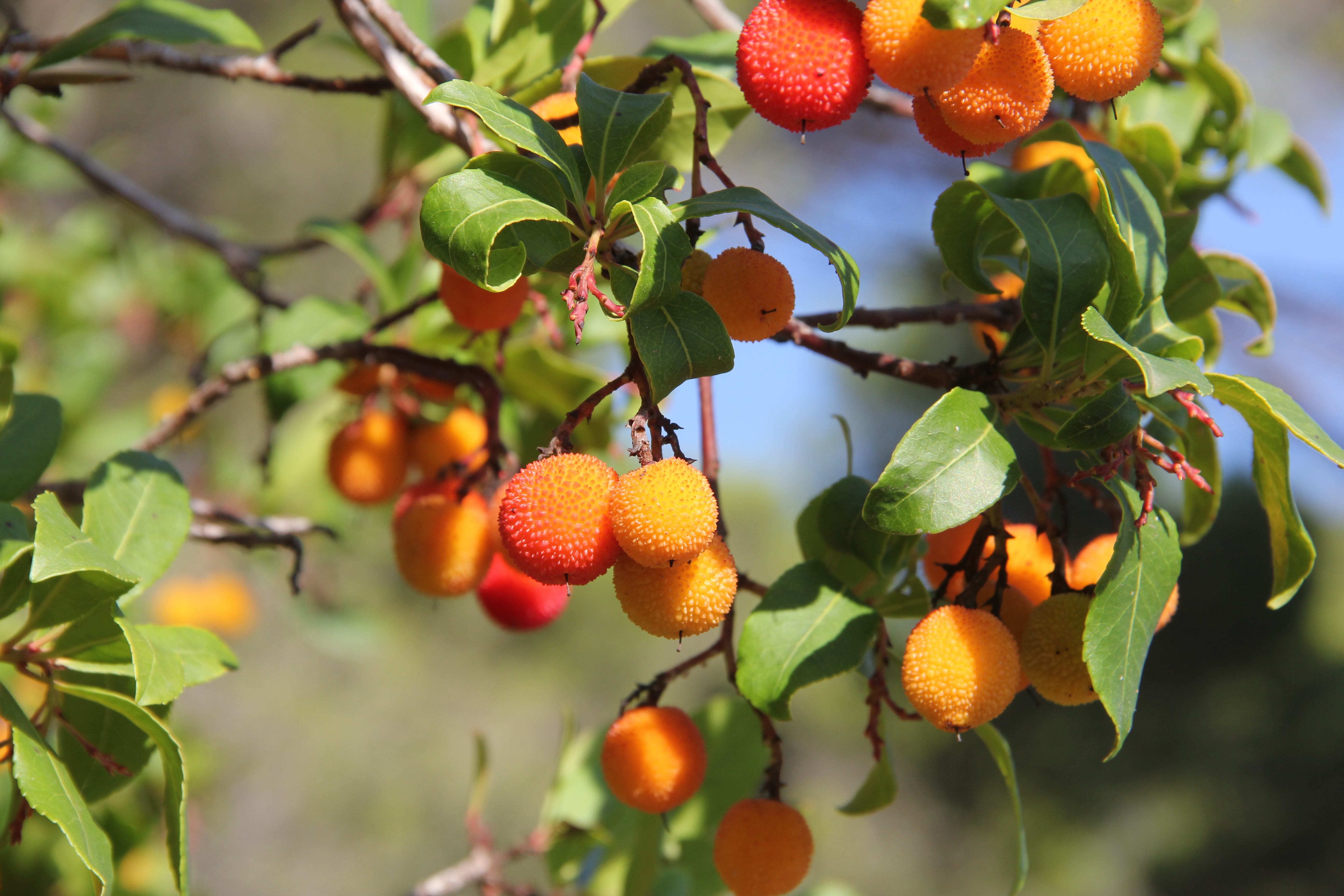
Westlicher Erdbeerbaum, Früchte

Von der besten Seite zeigt sich die Natur im Frühjahr, wenn die mediterrane Flora in voller Blüte steht und Abertausende von Wildblumen das Auge erfreuen. Neben dem Affodill und der Weißen Meerzwiebel (Drimia maritima) sieht man u. a. die Illyrische Siegwurz (Gladiolus illyricus) sehr häufig, in höheren Berglagen finden sich Endemiten wie der Balearen-Fingerhut (Digitalis minor).

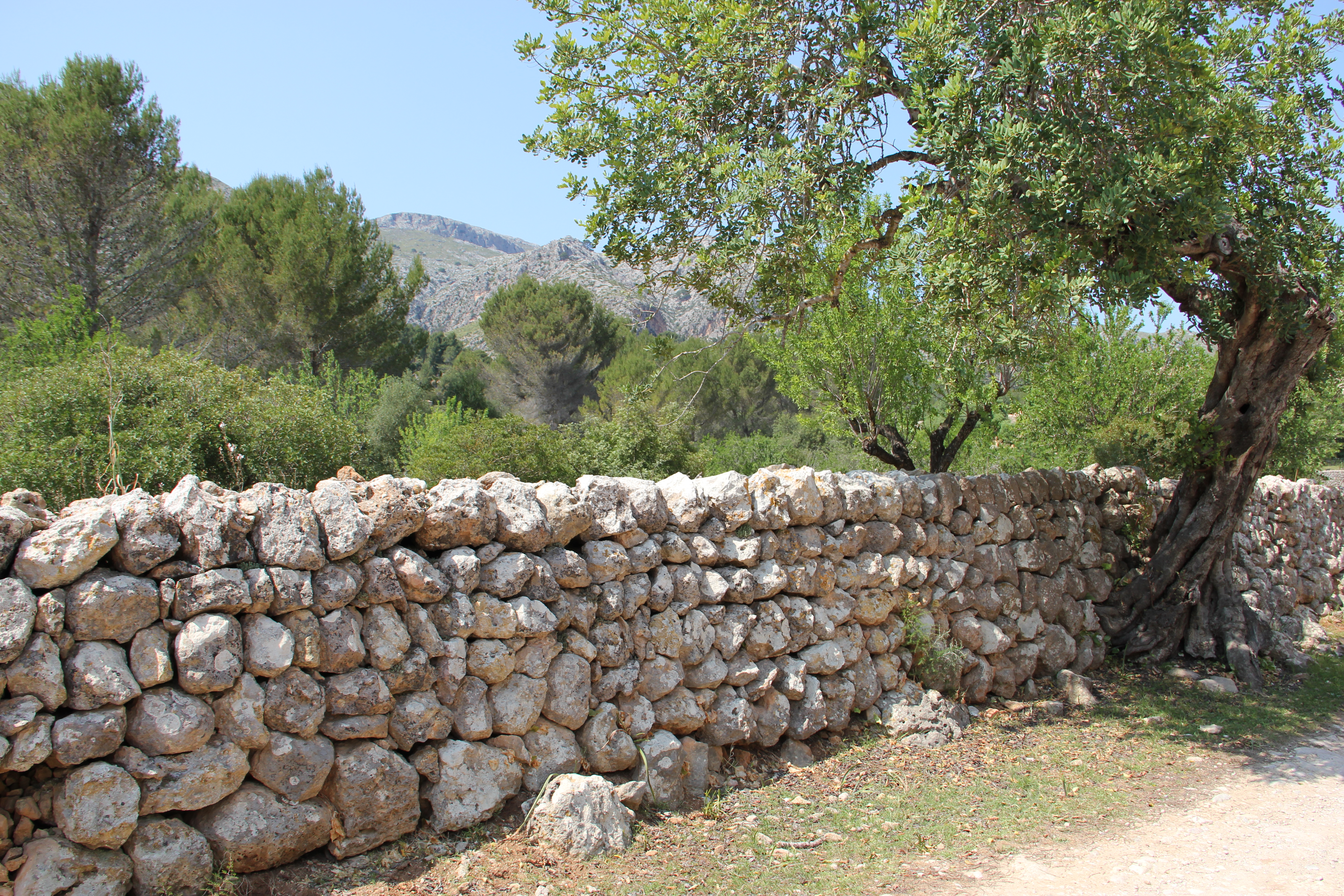
Trockensteinmauer im Tal von Galatzó

Als Namensgeber für den Wanderweg dienten Trockensteinmauern, sie durchziehen die Tramuntana auf einer geschätzten Länge von etwa 20 000 Kilometern. Angelegt wurden sie u. a. als Grenzmauer, zur Einfriedung von Feldern und Weiden und zur Terrassierung von Hängen, um dadurch die Erosion aufzuhalten und zusätzliche Anbaufläche zu gewinnen. Oder einfach nur, um Dorfverbindungs- und Pilgerwege einzufassen.

## Verlauf
Der etwa 138 Kilometer lange Weg (zuzüglich etwa 105 Kilometer möglicher Varianten) gilt als anspruchsvoller Wanderweg, da er auf weiten Strecken durch alpines Gelände und fernab von besiedeltem Gebiet als Trekkingroute verläuft.
Der im Jahr 2000 begonnene Weg ist seit 2023 durchgängig begehbar. Nicht alle Wegabschnitte sind endgültig festgelegt, da ein Teil der Trassenführungen über Privatland verläuft und die Rechtslage noch der eindeutigen Klärung bedarf. Die Etappen sind mit Wegzeichen wie Schildern, Pfosten und Info-Tafeln ausgestattet.
Mögliche Startpunkte im Südwesten sind Port de Andratx, Es Capdellà, Calvià und Puigpunyent, Endpunkt ist Port de Pollença im Nordosten Mallorcas. Je nach gewähltem Ausgangspunkt und Wandertempo kann der Weg in acht bis zehn unterschiedlich langen Tagesetappen begangen werden. Übernachtungsgelegenheiten finden sich in bewirtschafteten Berghütten und am Weg liegenden Ortschaften.

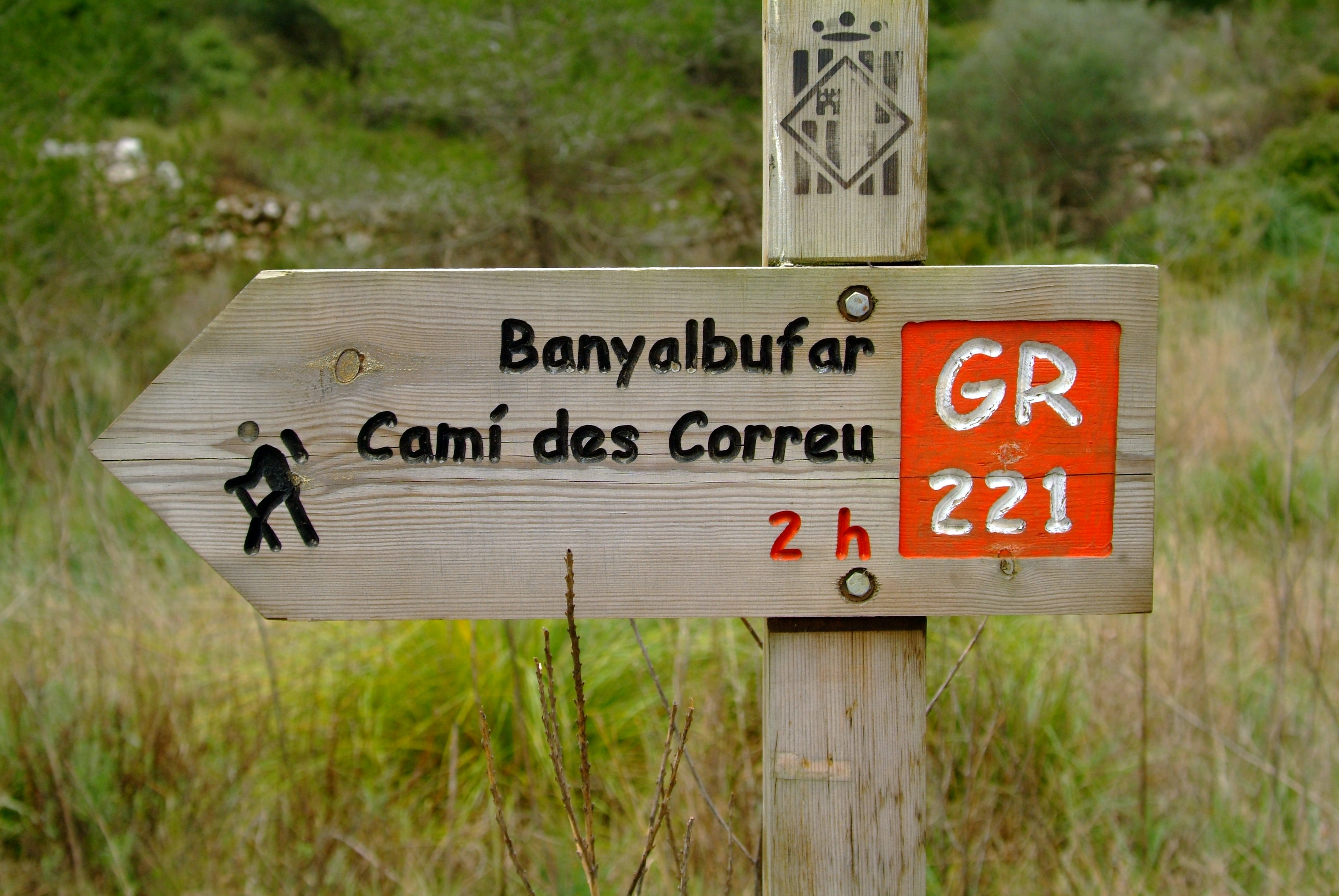
Wegweiser bei Banyalbufar

1. Etappe: Es Capdellá – Estellencs 16 km
2. Etappe: Estellencs – Esporles 14 km
3. Etappe: Esporles – Valldemossa 10 km
4. Etappe: Valldemossa – Deià 13 km
5. Etappe: Deià – Refugi de Muleta (Port de Sóller) 10 km
6. Etappe: Refugi de Muleta (Port de Sóller) – Sóller 7,5 km
7. Etappe: Sóller – Refugi de Tossals Verds 19 km
8. Etappe: Refugi de Tosssals Verds – Refugi de Son Amer, Lluc 16 km
9. Etappe: Refugi de Son Amer, Lluc – Pollença 17 km
10. Etappe: Pollença – Port de Pollença 7 km

Neben der Hauptroute gibt es mehrere Varianten und Zuführungswege.

## Refugis (Herbergen)

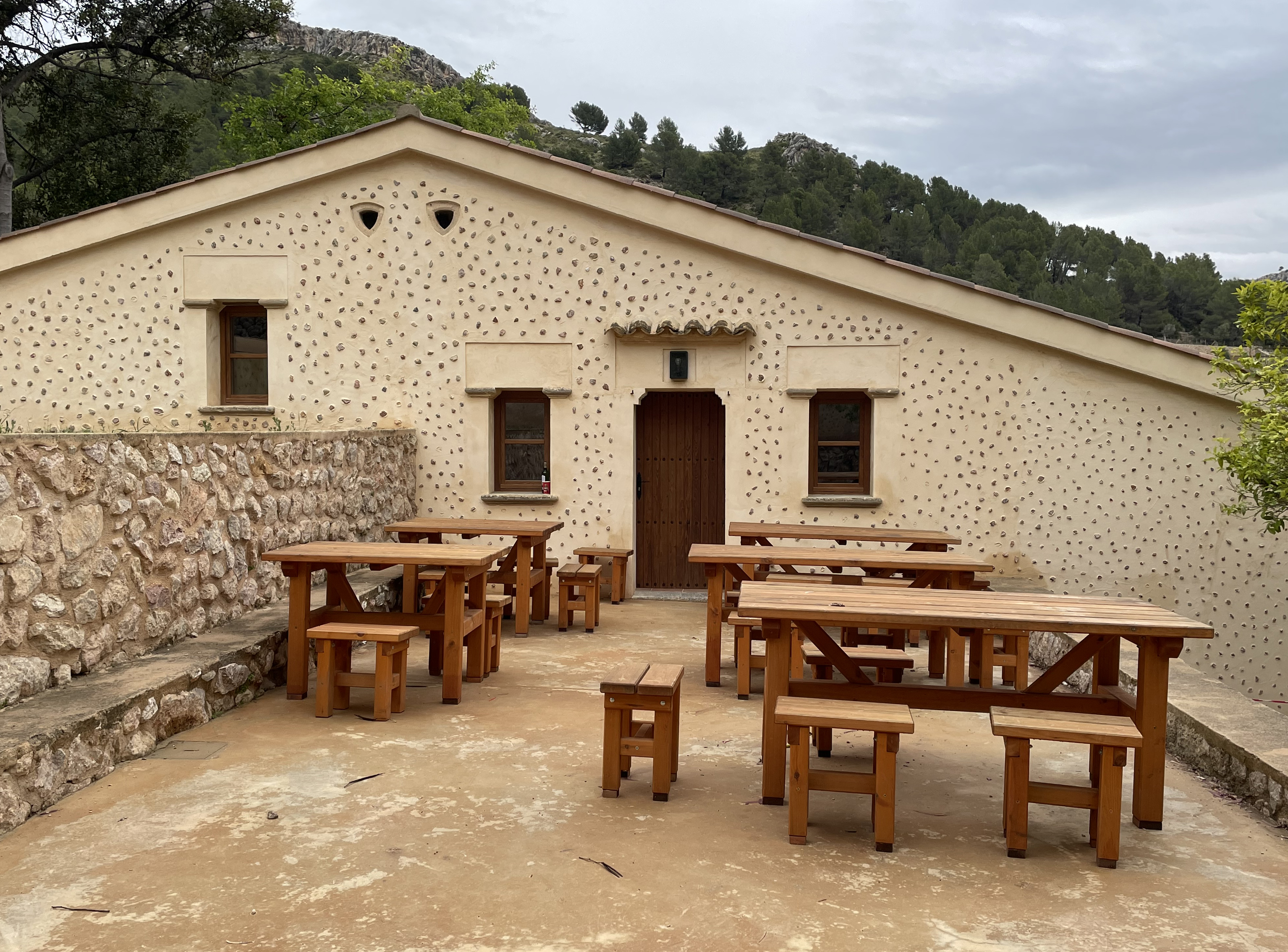
Refugi de Finca Galatzó

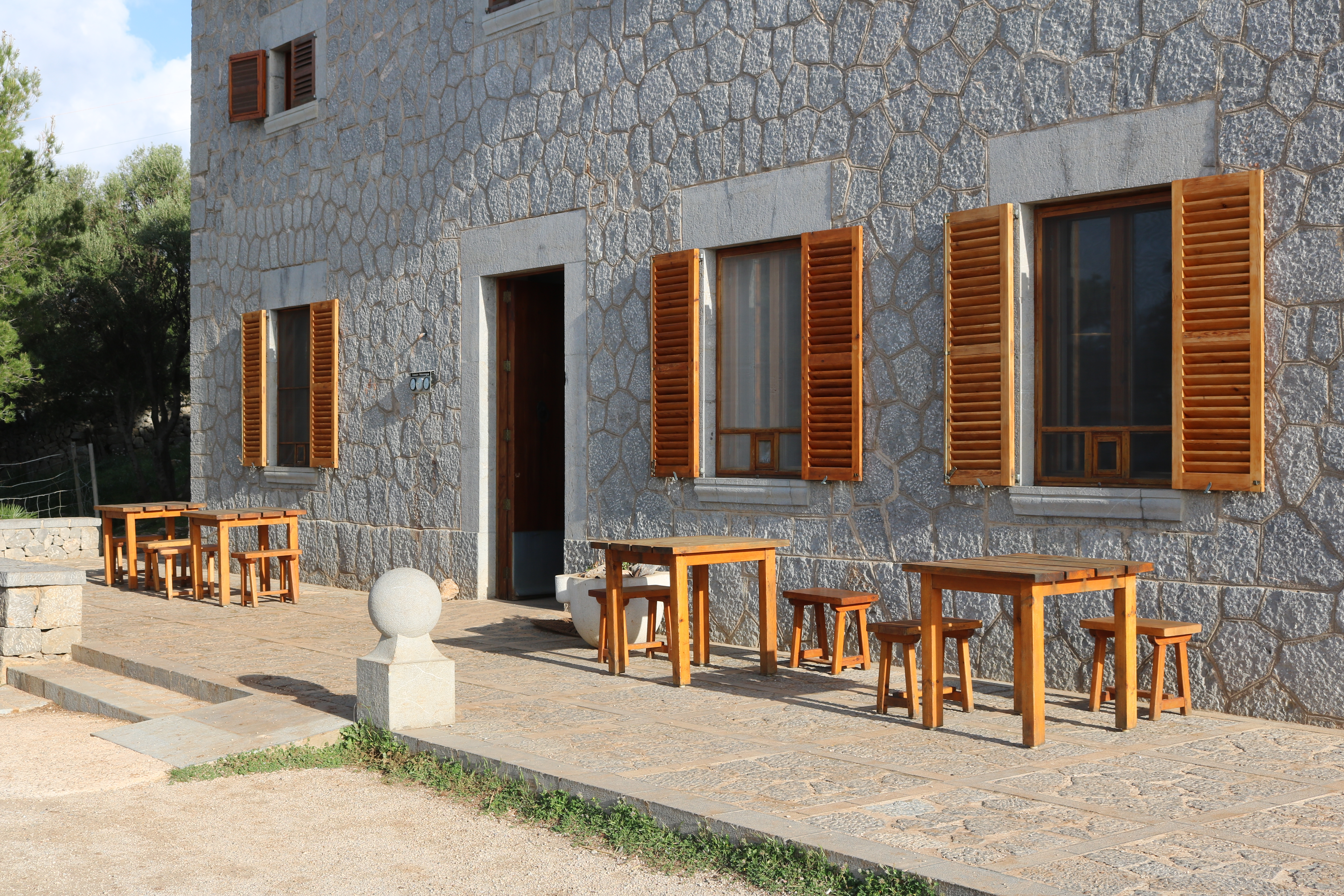
Refugi de Muleta

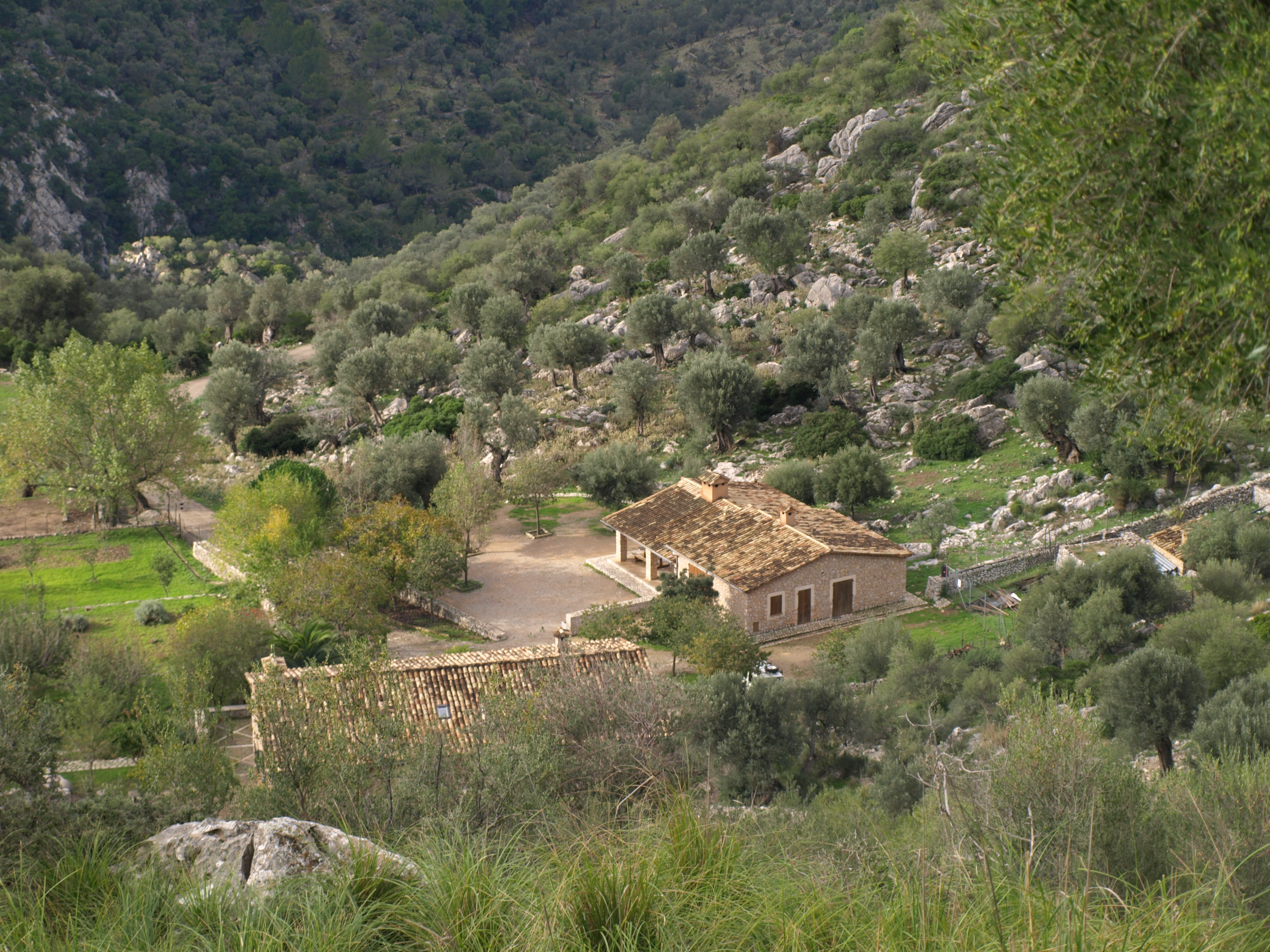
Refugi de Tossals Verds

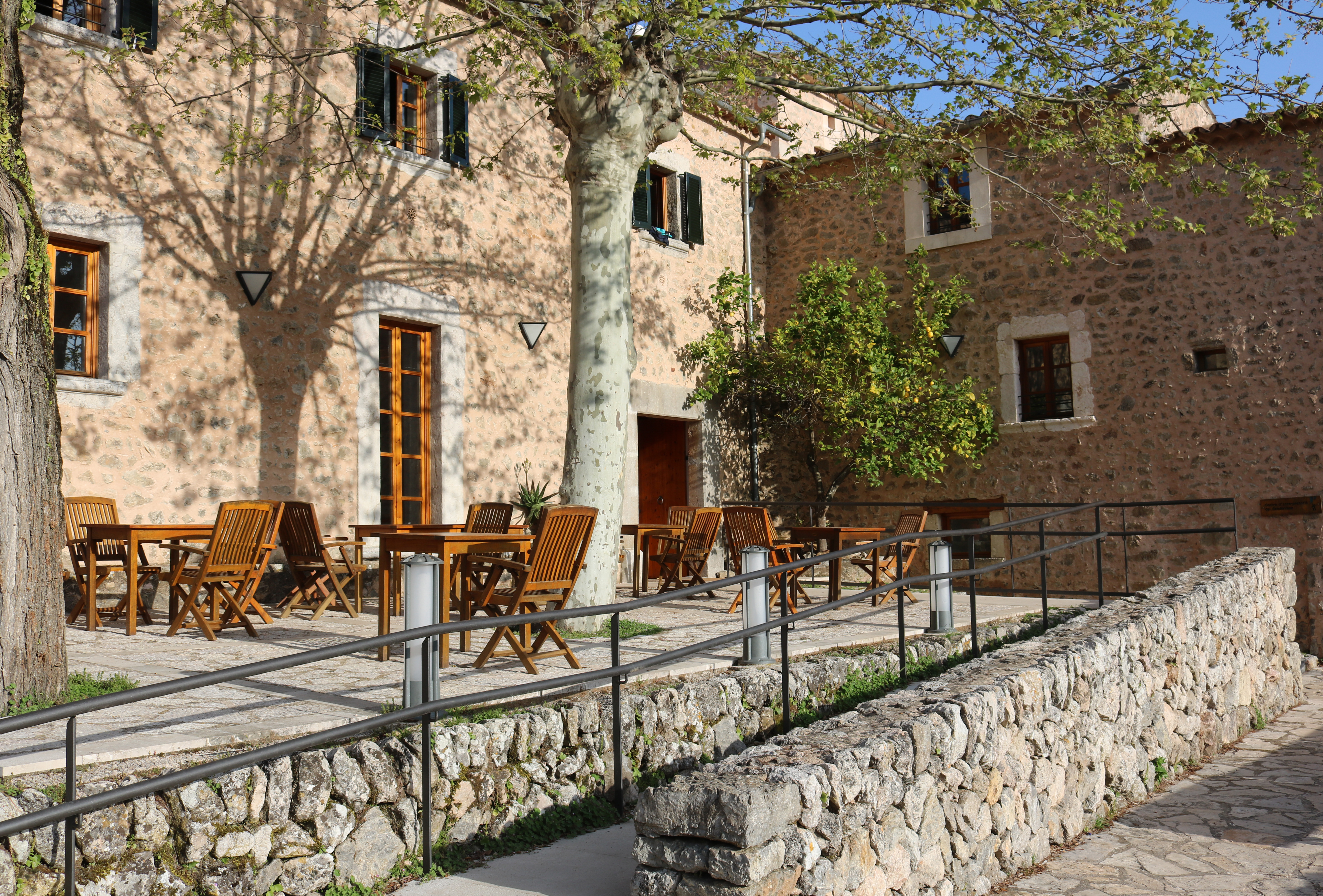
Refugi de Son Amer

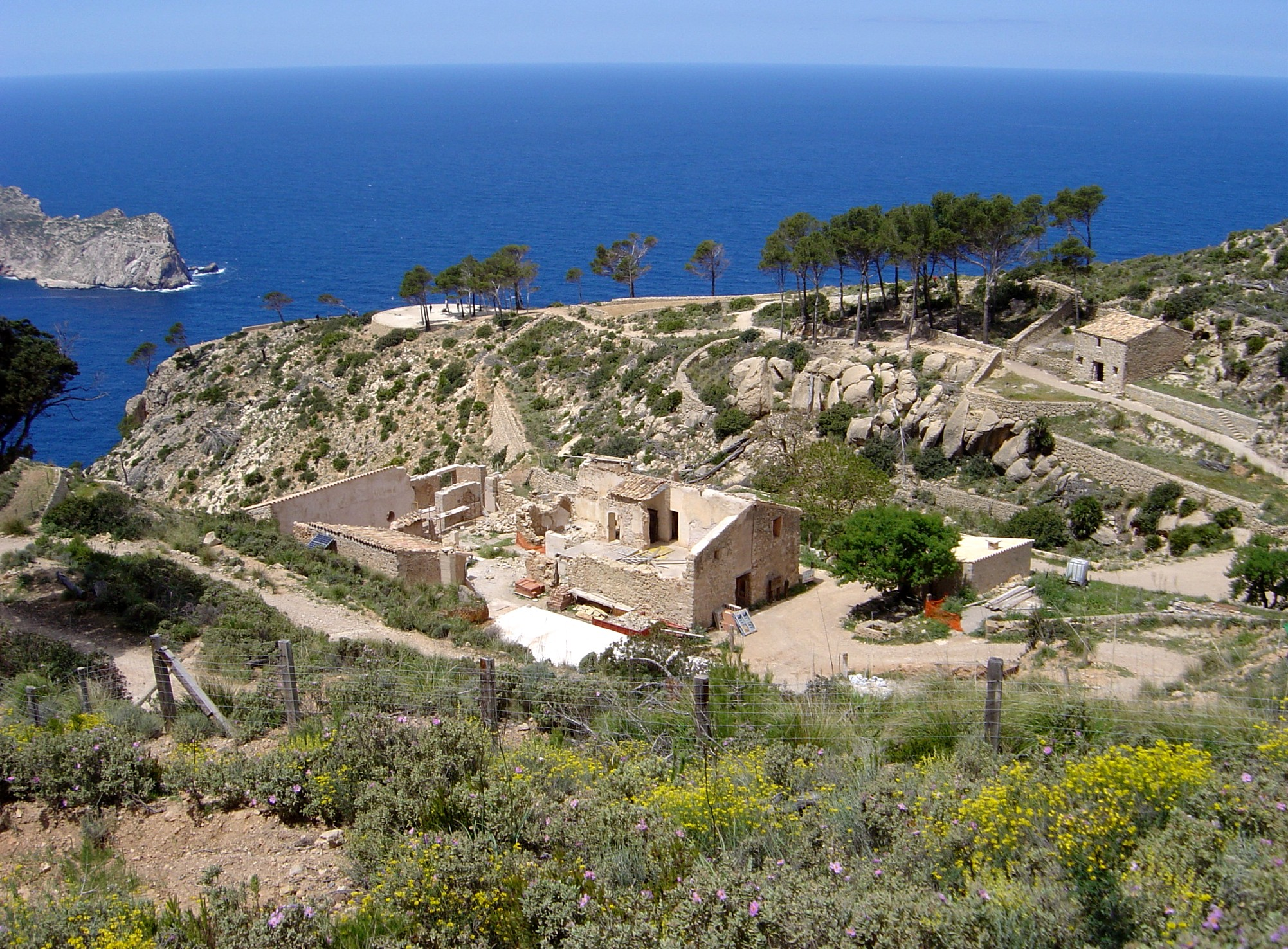
Das ehemalige Trappistenkloster La Trapa (2005)

Der GR 221 ist als Hüttenwanderweg angelegt, der teilweise weit abgelegene bewirtschaftete Schutzhütten miteinander verbindet. Diese Hütten (katalanisch Refugis, spanisch/kastilisch Refugios) befinden sich in unterschiedlicher Trägerschaft, sie bieten gegen eine geringe Gebühr einen Schlafplatz (2025 ab € 14) und einfache Mahlzeiten (2025: ab € 9,50) an. Wanderer, die in den Hütten übernachten möchten, müssen sich vorher anmelden. Derzeit sind auf dem GR 221 folgende Schutzhütten als Unterkünfte in Betrieb:
- Refugi de Finca Galatzó (Capdellà)
- Refugi de Can Boi (Deià)
- Refugi de Muleta (Port de Sóller)
- Refugi de Tossals Verds (Escorca)
- Refugi de Son Amer (Lluc)
- Refugi del Pont Romà (Pollença)

Nur für Gruppen:
- Refugi de sa Coma d’en Vidal (Estellencs)

Geplante Hütten:
- Refugi de Raixa (Bunyola)

An einer Nebenstrecke zum GR 221 liegt
- Refugi del Castell d’Alaró (Alaró)

## Sehenswertes am Weg (Auswahl)
- Mirador d’en Josep Sastre – Aussichtspunkt auf die Insel Sa Dragonera
- Finca Pública Galatzó – Öffentliche Finca mit Hauskapelle und restaurierter Ölmühle
- Banyalbufar – Terrassenlandschaft aus arabischer Zeit
- Valldemossa – Kartause von Valldemossa
- Es Caragolí – Aussichtsgipfel in der Serra de Tramuntana
- Deià – Ort mit Bruchsteinarchitektur in pittoresker Hügellage
- Cala de Deià – Malerische Badebucht
- Sóller – Historischer Ortskern mit Jugendstilbauten
- Jardí botànic de Sóller – Botanischer Garten Sóller
- Barranc de Biniaraix – Schlucht, durch die ein gepflasterter Pilgerweg führt
- Cúber – Stausee am Puig Major
- Coll des Prat – Passübergang am Fuß des Puig de Massanella
- Cases de Neu d’en Galileu – restauriertes Schneehaus
- Santuari de Lluc – Wallfahrtkirche, in der wochentags ein Knaben- und Mädchenchor, das Ave Maria vorträgt[8]
- Raixa – In dem historischen Landgut an der Nebenstrecke von Valldemossa nach Bunyola ist ein Besucherzentrum für das UNESCO-Welterbe Serra de Tramuntana untergebracht
- Castell d’Alaró – arabische Felsenburg an der Nebenstrecke von Orient zum Refugi de Tossals Verds
- Santuari de la Mare de Déu del Puig – ehemaliges Nonnenkloster auf einem Aussichtgipfel bei Pollença